# Dyjákovice
Dyjákovice település Csehországban, a Znojmói járásban. Dyjákovice Hrádek, Velký Karlov, Hevlín és Laa an der Thaya településekkel határos. Lakosainak száma 937 fő (2024. január 1.).

## Népesség
A település lakosságának változását az alábbi diagram mutatja:
| Lakosok száma | 2423 | 2758 | 3007 | 1102 | 916  | 814  | 848  | 872  | 848  | 937  |
|               | 1869 | 1900 | 1921 | 1961 | 1980 | 2011 | 2016 | 2019 | 2021 | 2024 |